# Stanczo Czołakow
Stanczo Grigorow Czołakow (bułg. Станчо Григоров Чолаков; ur. 25 stycznia 1900 w Nikjupie, zm. 18 maja 1981 w Sofii) – bułgarski polityk, dziennikarz i nauczyciel, minister edukacji (1944–1945), minister finansów (1945–1946), deputowany do Zwyczajnego Zgromadzenia Narodowego 26. (1945–1946) kadencji.

## Życiorys
Uczył się w szkole w rodzinnej miejscowości. Po jej ukończeniu rozpoczął pracę jako nauczyciel. Od 1925 kontynuował naukę w szkole handlowej w Warnie, a następnie kształcił się w Berlinie. Po powrocie do kraju pracował jako nauczyciel w szkole handlowej w Warnie. W latach 1939–1943 pełnił funkcję redaktora naczelnego pisma Икономист (Ekonomista). W 1934 wziął aktywny udział w zamachu stanu zorganizowanym przez grupę Zweno. W latach 1934–1935 działał w komitecie ekonomicznym przy Radzie Ministrów. W 1937 objął stanowisko prezesa firmy Hranoiznos. W czasie II wojny światowej był internowany. Po przewrocie 9 września 1944 i przejęciu władzy przez komunistów objął stanowisko ministra edukacji w rządzie Kimona Georgjewa, a od 1945 ministra finansów. W 1946 pełnił przez kilka miesięcy funkcję prezesa Narodowego Banku Bułgarii.
Od 1952 aż do śmierci prowadził wykłady dla studentów Wyższego Instytutu Ekonomicznego im. Karola Marksa. Był autorem podręczników z zakresu finansów.

## Dzieła
- 1935: Курс по финансово стопанство
- 1936: Данъкът като отношение между държавата и лицата
- 1936: Обществено-стопанска характеристика на българската индустрия
- 1938: Търговските дългове на България в системата на земната политика
- 1938: Наука за стопанското предприятие и неговият баланс
- 1947: Курс по финансово стопанство